# Kill Switch (The X-Files)
«Kill Switch» es el undécimo episodio de la quinta temporada de la serie de televisión de ciencia ficción The X-Files. Se estrenó en Estados Unidos por la cadena Fox el 15 de febrero de 1998. Fue escrito por William Gibson y Tom Maddox y dirigido por Rob Bowman. El episodio es una historia del «monstruo de la semana», desconectada de la amplia mitología de la serie. «Kill Switch» obtuvo una calificación Nielsen de 11,1, siendo visto por 18,04 millones de personas en su transmisión inicial. El episodio recibió críticas en su mayoría positivas de los críticos de televisión, y varios aclamaron la experiencia virtual de Fox Mulder. También se ha dicho que el nombre del episodio inspiró el nombre de la banda estadounidense de metalcore Killswitch Engage.
El programa se centra en los agentes especiales del FBI Fox Mulder (David Duchovny) y Dana Scully (Gillian Anderson) que trabajan en casos relacionados con lo paranormal, llamados expedientes X. Mulder cree en lo paranormal, mientras que la escéptica Scully ha sido asignada para desacreditar su trabajo. En este episodio, Mulder y Scully se convierten en objetivos de una IA rebelde capaz de torturar de la peor manera mientras investigan las extrañas circunstancias de la muerte de un solitario genio informático del que se rumorea que ha estado investigando inteligencia artificial.
«Kill Switch» fue coescrito por los pioneros del ciberpunk William Gibson y Tom Maddox. Los dos finalmente escribieron otro episodio para el programa, «First Person Shooter» de la séptima temporada. «Kill Switch» se escribió después de que Gibson y Maddox se acercaran a la serie y se ofrecieran a escribir un episodio. Con reminiscencias de las «visiones oscuras» del cineasta David Cronenberg, el episodio contenía «muchos intentos obvios de cibercultura académica de alto nivel». Además, «Kill Switch» contenía varias escenas con elaborados explosivos y efectos digitales, incluida una en la que Scully, animada por computadora, lucha contra las enfermeras en un hospital virtual. «Kill Switch» trata varios temas «gibsonianos», que incluyen la alienación, la paranoia, la inteligencia artificial y la transferencia de la conciencia al ciberespacio, entre otros.

## Argumento
En un comedor en Washington D. C., un hombre intenta accesar archivos en una computadora portátil, pero se le niega repetidamente. Mientras tanto, varios narcotraficantes reciben llamadas telefónicas anónimas sobre el paradero de sus competidores; se les dice que están en el mismo restaurante. Dos Marshals estadounidenses reciben una llamada telefónica similar sobre un prisionero que se fugó. Los traficantes de drogas llegan en parejas mientras el hombre intenta acceder a los archivos. Justo cuando lo hace, aparecen los dos Marshals y se produce un tiroteo.
Fox Mulder (David Duchovny) y Dana Scully (Gillian Anderson) llegan e identifican los cuerpos de los narcotraficantes. Mulder también identifica al hombre con la computadora portátil como Donald Gelman, «un héroe popular de Silicon Valley» que aspiraba a crear una inteligencia artificial. Mulder toma la computadora portátil de Gelman y encuentra un CD adentro. Cuando lo pone en el estéreo del auto, suena «Twilight Time» de The Platters. Sin embargo, los agentes se lo llevan a los Pistoleros Solitarios, quienes descubren que el disco contiene una gran cantidad de datos encriptados. El trío, sin embargo, no puede descifrarlos. Por sugerencia de Scully, acceden a la cuenta de correo electrónico de Gelman y encuentran un mensaje enviado por alguien llamado Invisigoth, que dice que falta alguien llamado David.
El mensaje contiene un código BIC para un contenedor de envío intermodal, que Mulder y Scully localizan. Cuando se acercan, una mujer usa un arma de electrochoque contra los agentes e intenta huir, pero Scully la captura. El contenedor resulta estar lleno de equipos informáticos de última generación. La mujer, «Invisigoth» (Kristin Lehman) que han estado buscando, advierte a los agentes que un satélite del Departamento de Defensa armado con láser ha señalado su ubicación. Rápidamente abandonan el área cuando el contenedor es destruido, supuestamente por un disparo de «rayos de partículas» de un satélite de defensa. Los agentes llevan a Invisigoth a encontrarse con los Pistoleros Solitarios. Invisigoth, cuyo verdadero nombre resulta ser Esther Nairn, les dice a los agentes y a los Pistoleros Solitarios que Gelman logró crear una inteligencia artificial. Ella revela que una vez que la IA localiza a un enemigo, lo destruye usando el satélite. Según Esther, Gelman estaba creando «Kill Switch», un virus que podía destruir la IA. Sin embargo, la IA se enteró de los planes de Gelman y lo mató atrayendo a los traficantes de drogas y la policía al restaurante. La única forma de destruir la IA es encontrar la computadora en la que está almacenada. Resulta que David es amigo de Esther y también trabajó con Gelman.
Mulder usa una fuente del gobierno para encontrar una línea T3 secreta en el condado de Fairfax, Virginia, una que la IA usa para iniciar sesión en Internet. También encuentra el remolque que está conectado a la línea T3. Mientras tanto, Esther obliga a Scully a conducir hasta la casa de David. Sin embargo, descubren que la casa ha sido destruida. Esther admite que ella y David habían estado planeando transferir su conciencia al ciberespacio para ingresar a la IA. Gelman, sin embargo, pensó que la idea era demasiado peligrosa. Esther también admite que ella y David estaban enamorados y tenían una aventura a espaldas de Gelman. Mientras tanto, Mulder encuentra mucho hardware de computadora dentro del tráiler. También encuentra el cadáver de David, con un casco de realidad virtual en su cabeza. De repente, Mulder se ve limitado por cables y alambres en movimiento, y experimenta una extraña visión en la que se encuentra en un hospital donde las enfermeras amenazan con amputarle las extremidades a menos que revele la ubicación de Kill Switch. Mientras tanto, la IA localiza a Scully y Esther conduciendo cerca de un puente giratorio. Quedan atrapados en el puente después de que la IA manipula su mecanismo de dibujo, lo que hace que Scully persuada a Esther para que arroje la computadora al agua. Justo cuando golpea el agua, es destruido por el ataque láser del satélite de defensa.
Scully y Esther encuentran el tráiler en el que está atrapado Mulder. Esther revela que todavía tiene el CD en el que está almacenado el Kill Switch. Scully pone el disco en la IA, que luego libera a Mulder. Ella lo saca del remolque, pero Esther se queda adentro. Ella usa el satélite para localizar la posición del remolque, lo que hace que el misil destruya el remolque y la mate. Mulder le dice a Scully que la conciencia de Esther probablemente se unió a la IA. Más tarde, los Pistoleros Solitarios reciben un mensaje extraño en su computadora que dice «Muérdeme», algo que Esther le había dicho a Scully anteriormente. Justo antes de los créditos, se ve un tráiler en North Platte, Nebraska, similar a aquel en el que vivía la IA, con cámaras de seguridad automáticas monitoreando a un niño que se acerca al tráiler para recuperar un balón.

## Producción

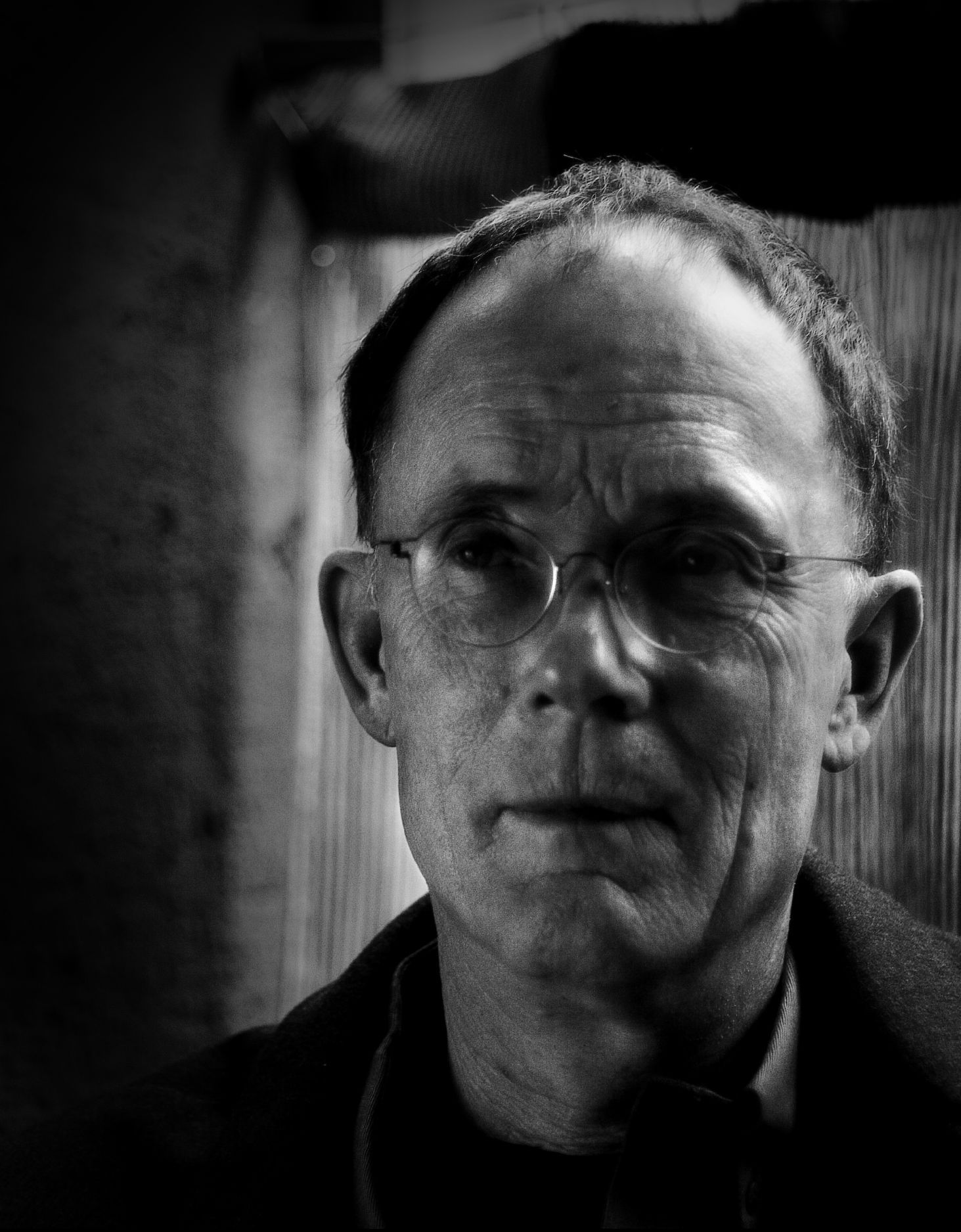
El episodio fue coescrito por el autor William Gibson.

### Escritura
El episodio fue escrito por el aclamado novelista ciberpunk William Gibson, junto con su compañero autor de ciencia ficción Tom Maddox. Los autores y viejos amigos habían discutido varias colaboraciones antes y se acercaron a la productora con una oferta para escribir un episodio. Gibson originalmente comenzó a ver la serie por sugerencia de su hija, que entonces tenía 15 años. (De hecho, durante la filmación de «Kill Switch», Gibson pasó la mayor parte de su tiempo en el set solo «porque [su] hija insistió en estar allí».)
«Kill Switch» trata temas gibsonianos recurrentes, como «alienación, paranoia [y] la voluntad de sobrevivir». El autor de The Vancouver Sun Alex Strachan, más tarde comparó muchos de los temas del episodio con los de los libros de Gibson, sobre todo en sus novelas Neuromancer, Mona Lisa Overdrive, y Virtual Light. Escrito fuera de la mitología de la serie como una historia independiente, «Kill Switch» fue escrito para recordar las «visiones oscuras» del cineasta David Cronenberg y para contener «muchas insinuaciones obvias en la cibercultura académica de alto nivel». El episodio también gira en torno a la «interacción de la inteligencia humana y artificial... en la World Wide Web», ideas que eran muy populares cuando se escribió el episodio.
Según se informa, tomó más de un año antes de que el episodio fuera reescrito y completado, debido a las otras prioridades del creador de la serie Chris Carter y el productor ejecutivo Frank Spotnitz. Cuando finalmente estuvieron disponibles, Carter y Spotnitz hicieron algunas revisiones al guion, incluido «mejorar la actitud del personaje de Esther» y ajustar la forma en que Mulder y Scully reaccionan ante ella.

### Rodaje y efectos
Según Spotnitz, «Kill Switch» fue el episodio más caro que produjo el programa durante su ejecución original en Vancouver, y tomó un total de 22 días para filmarse. Las escenas del puente del episodio se filmaron en el puente de la isla de Westham, que se extiende por Canoe Pass, Columbia Británica. Carter había descubierto la ubicación durante una inspección técnica para el episodio anterior de la quinta temporada «Schizogeny». Debido a que el puente era la única forma de acceder a parte de la comunidad de Fraser River, la filmación estaba fuertemente regulada y, debido a esto, el permiso para filmar la escena en la que Esther arroja la computadora portátil al río requirió treinta días para obtenerse. La casa abandonada que Mulder descubre fue filmada en un hito histórico conocido localmente como «Read House».
El episodio contenía varias escenas con explosivos elaborados, como la que muestra un misil que destruye un contenedor de envío, que originalmente estaba programado para filmarse en una de las instalaciones frente al mar de Vancouver. Después de que la ciudad rescindiera el permiso para filmar, el equipo de efectos especiales de The X-Files envió tantos contenedores como pudo a un centro de reciclaje en la ciudad adyacente de Burnaby; aquí, pudieron filmar la explosión «sin problemas». La destrucción del tráiler se filmó junto al aeropuerto de Boundary Bay y, posteriormente, la serie recibió varias quejas de personas que vivían cerca quejándose de la explosión y la onda expansiva resultante. El robot que atacó a Mulder se inspiró en el rover Sojourner y su creación costó 23 000 dólares. Los productores obtuvieron fotos satelitales del área de Washington D. C. comunicándose con Spot Image, una compañía satelital con sede en Francia.
El programa contrató a un artista informático independiente para generar una imagen tridimensional de Scully para la escena en la que lucha contra un grupo de enfermeras en un hospital virtual. Gillian Anderson estaba muy complacida con la escena, y luego señaló: «Estaba en buena forma en ese momento y estaba ansiosa por entrar y sacar a esas enfermeras semidesnudas con algunos golpes de kárate». David Duchovny no era tan exuberante; cuando se le mostró el guion y se le indicó que «quede impresionado con las habilidades de kárate [de Scully]», respondió que «pero no tengo brazos. Los perdí. ¿Por qué me importaría el kárate de Scully?». Más tarde, Dean Haglund llamó a la secuencia «una de las mejores escenas de lucha de todos los tiempos».

## Recepción

### Audiencia
«Kill Switch» se estrenó en la cadena Fox el 15 de febrero de 1998. Este episodio obtuvo una calificación Nielsen de 11,1, con una participación de 16, lo que significa que aproximadamente el 11,1 por ciento de todos los hogares equipados con televisión y el 16 por ciento de los hogares viendo televisión, sintonizaron el episodio. Fue visto por 18,04 millones de espectadores.
«Kill Switch» hizo apariciones frecuentes en repeticiones, lo que resultó en que Gibson y Maddox escribieran un segundo episodio de X-Files titulado «First Person Shooter» durante la séptima temporada del programa.

### Reseñas
«Kill Switch» recibió críticas muy positivas de los críticos. Francis Dass del New Straits Times se mostró positivo con el episodio y lo calificó de «excelente». Robert Shearman y Lars Pearson, en su libro Wanting to Believe: A Critical Guide to The X-Files, Millennium & The Lone Gunmen, calificaron el episodio con cuatro estrellas de cinco. Los dos escribieron que sus temas eran «frescos y nuevos» y que la trama tenía «un corazón real». Shearman y Pearson escribieron positivamente sobre la experiencia virtual de Mulder, elogiando a «Scully como kickboxing» y llamándola «supergenial». Emily VanDerWerff de The A.V. Club le dio al episodio una B+ y escribió que, si bien «el entorno ciberpunk de William Gibson no parecería necesariamente ser el más adecuado para The X-Files», el episodio «se beneficia extrañamente de la falta de supervisión del personal». Señaló que presentaba muchos elementos en su trama, pero era «un raro ejemplo de un episodio de X-Files que funciona, aunque intenta hacer demasiado». VanDerWerff elogió la historia y el hecho de que Scully apareciera en gran medida en el episodio. Citó la escena en la que una Scully virtual patea a un grupo de enfermeras como una de las mejores tomas del episodio y la calificó como un «momento histérico». Brett Love de TV Squad afirmó que este es su episodio favorito de The X-Files, considerándolo una «gran historia» y describiéndola como «difícil de superar». Paula Vitaris de Cinefantastique le dio al episodio una crítica positiva y le otorgó tres estrellas de cuatro. Vitaris elogió la dirección del episodio y señaló que la entrada fue «una gran mejora con respecto al episodio anterior de IA de The X-Files, “Ghost in the Machine” de la primera temporada». Vitaris citó «la experiencia virtual de Mulder» como el «punto culminante del episodio».

### Premios
«Kill Switch» ganó un premio Emmy de la Academia de Artes y Ciencias de la Televisión por «Mejor Edición de Imágenes - Serie».